# Varennes-Saint-Sauveur
Varennes-Saint-Sauveur ist eine französische Gemeinde im Département Saône-et-Loire in der Region Bourgogne-Franche-Comté. Sie gehört zum Arrondissement Louhans und zum Kanton Cuiseaux. Die Gemeinde hat 1116 Einwohner (Stand 1. Januar 2022), sie werden Varennois, resp. Varennoises genannt.

## Geografie

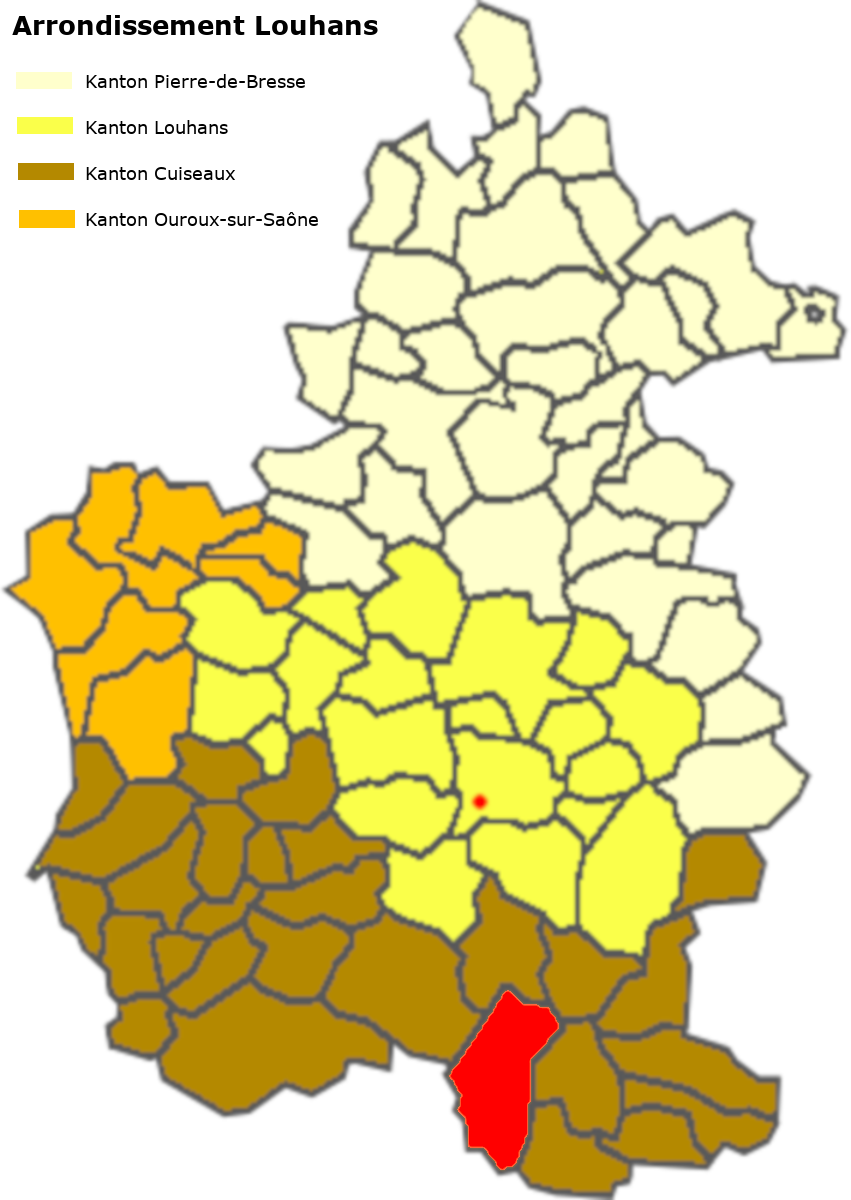
Lage der Gemeinde im Arrondissement Louhans

Varennes-Saint-Sauveur liegt in der Landschaft Bresse, im Süden des Arrondissement Louhans und grenzt im Südwesten an das Département Jura. Die Gemeinde wird in Ost-West-Richtung von der Departementsstraße D11 (Cuiseaux–Saint-Trivier-de-Courtes) durchzogen, im Ort kreuzt sie sich mit der Departementsstraße D996 (Sainte-Croix–Bourg-en-Bresse). Von der Südspitze fließt der Sevron nach Norden durch das gesamte Gemeindegebiet. Bei Pré Conflans mündet er in den Solnan, der von Süden kommend, in ausgeprägten Mäandern die nordöstliche Gemeindegrenze bildet. Die Südgrenze bilden der Étang de Servillat mit seinem Bief und der Sevron. ein weiterer Bief zieht sich der Südwestgrenze entlang, die Nordwestgrenze schließlich bildet die Sâne Morte. Das Gemeindegebiet ist nur schwach bewaldet aber stark zersiedelt.
Zur Gemeinde gehören die folgenden Weiler und Fluren: l’Abergement, Atrizet, Bataillard, les Becreux, Bellanoiset, la Besse, les Biefs, Bois-Chevret, Bois-de-Monde, le Bouchat, Buisserolle, les Burettes, la Butillarde, la Cadole, le Carrouge, les Chanets, la Chapelle, Chardonnière, Charrières, Châtillon, la Chèvre, les Communaux, Cuizeau, Curtil-Goulu, le Duc, les Dodats, Étang-des-Dames, l’Etang-du-Fla, l’Etang-Niat, Etang-Rachet, Ferme-des-Bois, les Flatiers, Foinard, la Forêt, les Forts, les Gollards, Grande-Grange, les Grandes-Charrières, la Grange, Grange-du-Pin, la Grange-Merle, Grange-Boyer, la Gravière, Jacotin, Jaffonnay, les Jouguets, Maigre, Malichy, les Marlesses, les Mazier, la Mocarde, les Mollards, Montadroit, Montjouvent, le Muret, l’Oriol, le Pâtis, Pavillon-Saint-Marc, la Perche, Petite-Grange, Petit-Montjouvent, les Planches, Poutillière, Provenchère, Réal, la Reine, Salugnon, les Sebots, Servillat, Bief de Servillat (Gewässer), le Sevron (Gewässer), Tageat, la Teppe, Tuilerie, le Vauvretin, la Vauvrille, Veraudière, le Vernat, la Ville-des-Bassets.

### Klima
Das Klima in Varennes-Saint-Sauveur ist warm und gemäßigt. Es gibt das ganze Jahr über deutliche Niederschläge, selbst der trockenste Monat weist noch hohe Niederschlagsmengen auf. Die Klassifikation des Klimas nach Köppen und Geiger ist Cfb ((Gemäßigtes) Ozeanklima). Die Temperatur liegt im Jahresdurchschnitt bei 12,2 °C. Der wärmste Monat ist der Juli mit einer Durchschnittstemperatur von 21,3 °C, der kälteste der Januar mit 3,6 °C. Über ein Jahr verteilt summieren sich die Niederschläge auf 1042 mm, dabei ist der November mit 119 mm der niederschlagsreichste, während Juli als trockenster Monat 62 mm aufweist. Über das ganze Jahr werden etwa 2826 Sonnenstunden gezählt.
|                        | Jan | Feb | Mär  | Apr  | Mai  | Jun  | Jul  | Aug  | Sep  | Okt  | Nov  | Dez |   |      |
| Mittl. Temperatur (°C) | 3,6 | 4,2 | 7,7  | 11,3 | 15,1 | 19,3 | 21,3 | 20,9 | 17,2 | 13,2 | 7,6  | 4,4 | ⌀ | 12,2 |
| Mittl. Tagesmax. (°C)  | 6,5 | 7,9 | 12,1 | 15,8 | 19,5 | 24,0 | 26,0 | 25,7 | 21,6 | 17,1 | 10,8 | 7,1 | ⌀ | 16,2 |
| Mittl. Tagesmin. (°C)  | 1,0 | 0,9 | 3,5  | 6,5  | 10,4 | 14,4 | 16,4 | 16,1 | 12,9 | 9,5  | 4,7  | 1,8 | ⌀ | 8,2  |
|                        |     |     |      |      |      |      |      |      |      |      |      |     |   |      |
| Niederschlag (mm)      | 101 | 85  | 80   | 88   | 85   | 68   | 62   | 65   | 82   | 99   | 119  | 108 | Σ | 1042 |

| 1,0 |

| 0,9 |

| 3,5 |

| 6,5 |

| 10,4 |

| 14,4 |

| 16,4 |

| 16,1 |

| 12,9 |

| 9,5 |

| 4,7 |

| 1,8 |

| 1,0 |

| 0,9 |

| 3,5 |

| 6,5 |

| 10,4 |

| 14,4 |

| 16,4 |

| 16,1 |

| 12,9 |

| 9,5 |

| 4,7 |

| 1,8 |

## Toponymie
Bereits 898 wird in den Büchern des Klosters Gigny Varennes erwähnt, 1080 erwähnt das Kloster Cluny die Parrochia de Varennis, also die Pfarrei und 1417 wird der Ort als Varines Sancti Salvatoris aufgeführt. Als Varenna wurde ein Gebiet bezeichnet, das lediglich als Viehweide benutzt wurde, das meist wildreich war und deshalb oft dem Lehensherrn als Jagdgebiet vorbehalten blieb. Die Lage der Gemeinde mit den Flussläufen, deren Wasserführung unregelmäßig ist, die häufigen Überschwemmungen und die dadurch bedingte Unsicherheit der Verkehrswege, machte eine Besiedlung im Mittelalter schwierig.
Dennoch werden schon früh Orte in der heutigen Gemeinde erwähnt, 1078 der Weiler Forêts (das nördlichste Quartier des Ortes) als Villa quae vulgo dicitur Foresta (deutsch: das Haus, das allgemein als [im] Wald genannt wird). Zur gleichen Zeit wird der Weiler Buisserolles aufgeführt, im Verzeichnis der Abtei Cluny wird er Bosserolas genannt (er befindet sich rund 2,5 Kilometer nordwestlich des Ortes, zwischen Solnan und Sevron). 1096 wird ein Bernardus de Boschaio genannt, der Weiler heißt heute Le Bouchat und befindet sich 1,4 Kilometer nordwestlich der Hauptsiedlung. 1150 wird Servilliacum aufgeführt, der Besitz eines Servilius, gute hundert Jahre später wird dieser Besitz weiter beschrieben mit Grange (1280) und Stagnum (1296). Man scheint also in Servillat (2 Kilometer südlich von Varennes an der D 996) bereits eine Scheune und den Étang de Servillat angelegt zu haben, 1347 wird dort auch eine Mühle erwähnt und 1476 nennt sich ein Claude de Serville. Bleibt als letzte, frühe Nennung der Weiler Abergement, der 1158 als Abergamentum erwähnt wird und 4 Kilometer nordwestlich von Varennes liegt. Noch heute ist dort eine alte Mühle an der Sâne morte, genau auf der Gemeindegrenze zu Montpont-en-Bresse.
Als Folge der Revolution und der damit verbundenen Säkularisierung wurde Ortschaften mit Bezügen zu Heiligen oder zum Feudalismus umbenannt. So trug auch diese Gemeinde während einigen Jahren den Namen Varennes-sur-Sevron.

## Geschichte
Varennes-Saint-Sauveur gehörte lange den Herren von Cuiseaux, war aber eine eigene Herrschaft mit eigenem Terrier (Güterverzeichnis). Im 14. Jahrhundert gehörte die Herrschaft Guillaume Bouton, der 1398 das Schloss in Varennes-Saint-Sauveur bewohnte. Er stiftete die Kapelle Notre-Dame oder Rosenkranzkapelle in der Thomaskirche von Cuiseaux. Anschließend ging die Herrschaft an die Prinzen von Orange über und blieb unter derselben Herrschaft wie Cuiseaux. Das Schloss Château-Réal befand sich im Weiler Forêt und gehörte im 18. Jahrhundert einem Alexis Fontaine, dessen Witwe es an Ritter Joseph-Marie-Emmanuel Desglans verkaufte.
In Bouchat bestand ein Schloss, das im Besitz der Familie Hermand du Bouchat war. Am 9. Juli 1710 brachte es Jeanne-Cathérine in die Ehe mit Jean-Charles de Saint-Mauris d’Augerant, es verblieb bei dieser Familie bis Ende des 19. Jahrhunderts (Le Bouchat gehörte damals noch zum Département Ain). Ein weiteres Schloss ist bezeugt in Servillat, das Mitte des 19. Jahrhunderts Michel-Benoît Poisot gehörte und schließlich bestand ein Lehen mit Schloss in Mountjouvent (Heute bei Varennes-Saint-Sauveur, südlich der D 11 und westlich des Sevron), das der Familie gleichen Namens gehörte und später an die de Lévis überging.
Verschiedene Weiler im Süden der Gemeinde und westlich des Sevron bildeten eine eigene Gemeinde Buisserolles, die zum Département Ain gehörte. 1793 zählte sie 843 Einwohner und wurde zwischen 1795 und 1800 in die Gemeinde Varennes-Saint-Sauveur integriert.
Die Gemeinde liegt in einem recht heiklen Gebiet, indem sowohl der Sevron als auch der Solnan große Gebiete des Jurafusses entwässern. Daraus ergibt sich eine unregelmäßige und unkontrollierbare Wasserführung. Aus neuester Zeit werden folgende Naturkatastrophen vermerkt:
- Sturmschäden vom 6. – 10. November 1982
- Überschwemmungen und Murgang vom 8. – 31. Dezember 1982
- Überschwemmungen und Murgang vom 12. – 13. Mai 1983
- Überschwemmungen und Murgang vom 6. – 20. Mai 1985
- Überschwemmungen und Murgang vom 24. – 26. Oktober 1999
- Erdbewegungen als Folge der Trockenheit und anschließendem Wasserausgleich vom 1. Juli – 30. September 2003

### Die Herren von Varennes-Saint-Sauveur
Varennes war seit Langem ein Afterlehen von Cuiseaux, bildete aber eine eigene Herrschaft mit eigenem Lehensregister. Dennoch war die Geschichte von Varennes eng verknüpft mit derjenigen von  Cuiseaux.
Am Ende des 14. Jahrhunderts war Guillaume Bouton Herr von Cuiseaux und damit Lehensnehmer der Familie de Chalon und damit der Prince d’Orange. Varennes-Saint-Sauveur gelangte von Elisabeth Seytre , der Erbin von Alexis Fontaine des Bertins, Mitglied der Académie des sciences, an Joseph Marie Emmanuel Desgland, Ritter, Hauptmann des lothringischen Dragonerregiments.
Es bestanden weitere Lehen in Varennes-Saint-Sauveur, zudem gehörten einige Gebiete zur Bresse savoyarde und unterstanden somit der Souveränität der Herren von Savoyen:
Zu Savoyen gehörten insbesondere: Malichy, les Marlesses, Bois-de-Monde, Chardonnière, le Bouchat (mit dem Schloss der Familie de Saint-Mauris-Augerans), die die damalige Gemeinde Buisseroles bildeten.
Zum Burgund gehörten die Ortsteile: der Bourg mit der Kirche, Servillat, la Forêt (mit dem Schloss Châteauréal der Boutons), Jaffonay, la Gravière, Tageat und Montjouvent.
- Montjouvent: hier befand sich ein Schloss der Herren de Montjouvent (sie waren auch Kirchenpatron). 1642 gelangte durch die Heirat von Jeanne de Montjouvent mit Roger de Lévis, das Lehen zu dieser Familie. Später gehörte es Charles Eugène Gabriel de La Croix de Castries, Marquis de Castries, der es 1772 verkaufte. Die letzten Lehensmänner war die Familie Balans von Lyon.

### Heraldik
Die Gemeinde benutzt für ihr Briefpapier ein Wappen mit der Blasonierung: In Rot ein Goldener Balken. Dieses Wappen sei dasjenige der Familie Balathier, Herren des Ortes im 18. Jahrhundert. In verschiedenen Publikationen taucht das Wappen der Balathier allerdings auf als In Schwarz ein goldener Balken. Wieweit das Wappen aufgrund der Schraffur falsch gelesen wurde, ist unbekannt. Seltsam jedoch, dass die Blasonierung sich mit dem Wappen der Boutons deckt, die lange Zeit die Herren von Cuiseaux und seit dem 15. Jahrhundert auch Herren von Varennes waren, während die Balathiers bei Guillemaut als lokale Herren nicht erwähnt werden. Im Übrigen ist das Wappen dasselbe wie dasjenige der Gemeinde le Fay.

## Bevölkerung
| Varennes-Saint-Sauveur: Einwohnerzahlen von 1793 bis 2020 | Varennes-Saint-Sauveur: Einwohnerzahlen von 1793 bis 2020 | Varennes-Saint-Sauveur: Einwohnerzahlen von 1793 bis 2020 | Varennes-Saint-Sauveur: Einwohnerzahlen von 1793 bis 2020 | Varennes-Saint-Sauveur: Einwohnerzahlen von 1793 bis 2020 |
| --- | --------------------------------------------------------- | --------------------------------------------------------- | --------------------------------------------------------- | --------------------------------------------------------- |
| Jahr |                                                           |                                                           |                                                           | Einwohner                                                 |
| 1793 | 1793                                                      |                                                           | 1.111                                                     | 1.111                                                     |
| 1800 | 1800                                                      |                                                           | 1.609                                                     | 1.609                                                     |
| 1806 | 1806                                                      |                                                           | 1.818                                                     | 1.818                                                     |
| 1821 | 1821                                                      |                                                           | 1.681                                                     | 1.681                                                     |
| 1831 | 1831                                                      |                                                           | 1.812                                                     | 1.812                                                     |
| 1836 | 1836                                                      |                                                           | 1.848                                                     | 1.848                                                     |
| 1841 | 1841                                                      |                                                           | 1.934                                                     | 1.934                                                     |
| 1846 | 1846                                                      |                                                           | 2.000                                                     | 2.000                                                     |
| 1851 | 1851                                                      |                                                           | 1.972                                                     | 1.972                                                     |
| 1856 | 1856                                                      |                                                           | 1.905                                                     | 1.905                                                     |
| 1861 | 1861                                                      |                                                           | 1.951                                                     | 1.951                                                     |
| 1866 | 1866                                                      |                                                           | 1.977                                                     | 1.977                                                     |
| 1872 | 1872                                                      |                                                           | 1.988                                                     | 1.988                                                     |
| 1876 | 1876                                                      |                                                           | 2.088                                                     | 2.088                                                     |
| 1881 | 1881                                                      |                                                           | 2.120                                                     | 2.120                                                     |
| 1886 | 1886                                                      |                                                           | 2.125                                                     | 2.125                                                     |
| 1891 | 1891                                                      |                                                           | 1.985                                                     | 1.985                                                     |
| 1896 | 1896                                                      |                                                           | 2.014                                                     | 2.014                                                     |
| 1901 | 1901                                                      |                                                           | 1.980                                                     | 1.980                                                     |
| 1906 | 1906                                                      |                                                           | 1.854                                                     | 1.854                                                     |
| 1911 | 1911                                                      |                                                           | 1.880                                                     | 1.880                                                     |
| 1921 | 1921                                                      |                                                           | 1.678                                                     | 1.678                                                     |
| 1926 | 1926                                                      |                                                           | 1.680                                                     | 1.680                                                     |
| 1931 | 1931                                                      |                                                           | 1.584                                                     | 1.584                                                     |
| 1936 | 1936                                                      |                                                           | 1.566                                                     | 1.566                                                     |
| 1946 | 1946                                                      |                                                           | 1.456                                                     | 1.456                                                     |
| 1954 | 1954                                                      |                                                           | 1.345                                                     | 1.345                                                     |
| 1962 | 1962                                                      |                                                           | 1.201                                                     | 1.201                                                     |
| 1968 | 1968                                                      |                                                           | 1.113                                                     | 1.113                                                     |
| 1975 | 1975                                                      |                                                           | 1.037                                                     | 1.037                                                     |
| 1982 | 1982                                                      |                                                           | 1.054                                                     | 1.054                                                     |
| 1990 | 1990                                                      |                                                           | 1.039                                                     | 1.039                                                     |
| 1999 | 1999                                                      |                                                           | 1.005                                                     | 1.005                                                     |
| 2009 | 2009                                                      |                                                           | 1.193                                                     | 1.193                                                     |
| 2014 | 2014                                                      |                                                           | 1.116                                                     | 1.116                                                     |
| 2020 | 2020                                                      |                                                           | 1.131                                                     | 1.131                                                     |
| Quelle(n): EHESS/Cassini bis 2006, ab 2009 INSEE Anmerkung(en): • Ab 1962 offizielle Zahlen ohne Einwohner mit Zweitwohnsitz • Höchste Einwohnerzahl 1886 mit 2125, tiefste Einwohnerzahl 1999 mit 1005 (47,3 % vom Maximum) |                                                           |                                                           |                                                           |                                                           |

| Bevölkerungsstruktur | Anzahl Einwohner | männlich | weiblich | davon Ausländer | Anteil % |
| -------------------- | ---------------- | -------- | -------- | --------------- | -------- |
|                      | 1123             | 561      | 562      | 38              | 3,4      |

| Männer | Alterstufe | Frauen |
| ------ | ---------- | ------ |
| 11     | 90 + älter | 15     |
| 69     | 75–89      | 89     |
| 133    | 60–74      | 122    |
| 110    | 45–59      | 110    |
| 92     | 30–44      | 74     |
| 78     | 15–29      | 70     |
| 68     | 0–14       | 82     |

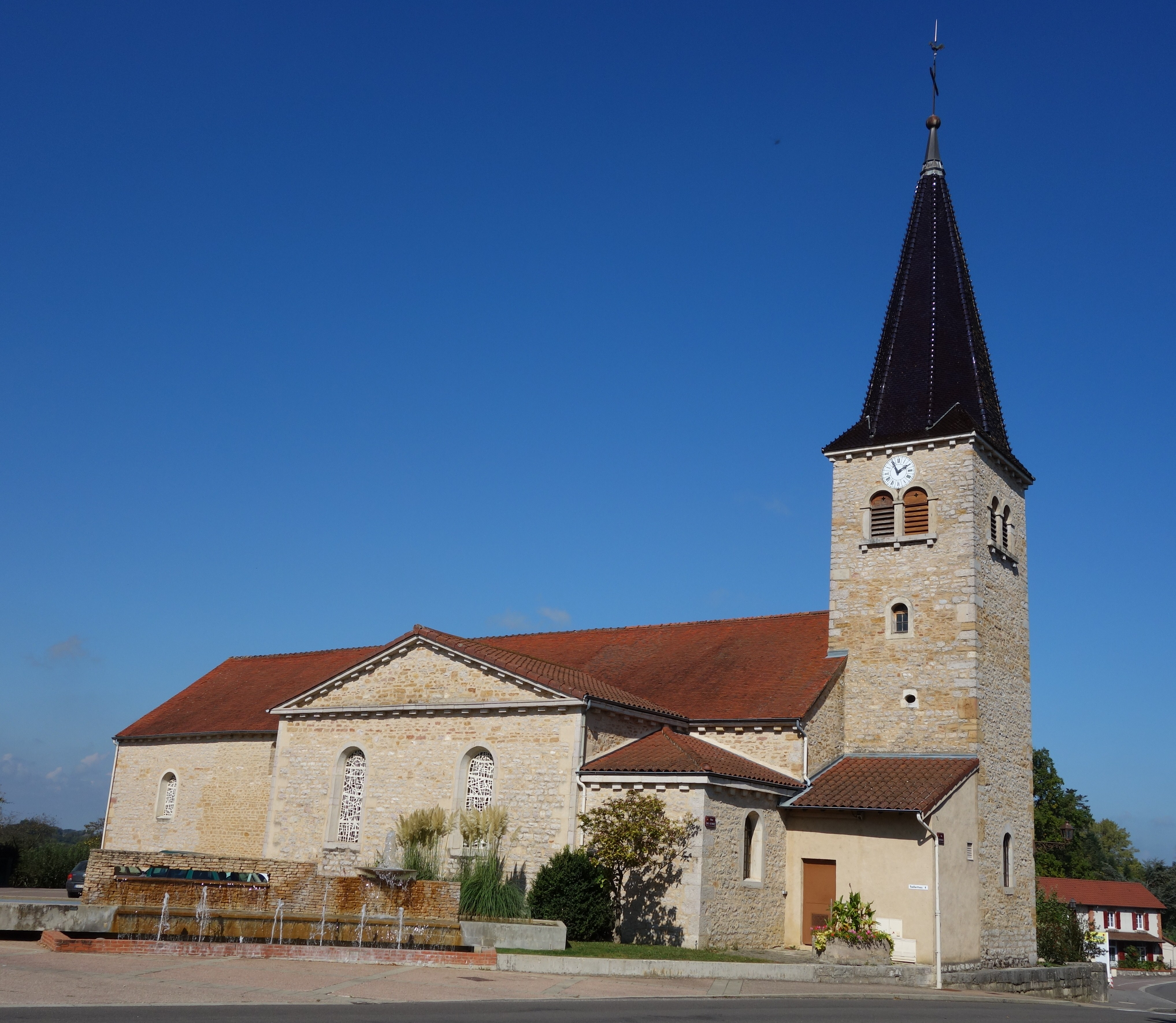
Kirche Saint-Jean-Baptiste in Varennes-Saint-Sauveur

Die Bevölkerungsstruktur zwischen Männern und Frauen ist ausgeglichen. Dabei sind 41 % der Bevölkerung jünger als 45 Jahre. Demgegenüber sind 39 % der Einwohner älter als 60 Jahre und damit im Rentenalter.
| Wohnstruktur               | Anzahl Wohneinheiten | davon Häuser | Wohnungen | sonstige |
| -------------------------- | -------------------- | ------------ | --------- | -------- |
|                            | 639                  | 585          | 53        | 1        |
| davon Hauptwohnsitz        | 503                  |              |           |          |
| Zweit- oder Ferienwohnsitz | 79                   |              |           |          |
| vakant                     | 57                   |              |           |          |

## Kultur und Sehenswürdigkeiten
- Kapelle in spätgotischem Flamboyntstil aus Stein (1857)
- Kapelle in neugotischem Stil aus Ziegelsteinen in Le Boucat
- Taubenhaus aus dem 19. Jahrhundert, vollständig restauriert
- Alte Poststation neben der Bäckerei im Dorfzentrum
- Schloss Château-Réal aus dem 19. Jahrhundert, 1935 unter Schutz gestellt
- Steinkirche, restauriert im Jahr 2000. Kurzbeschrieb und Bilder Église du Martyre de Saint-Jean-Baptiste[16]
- Das Herrschaftshaus in Servillat aus dem 19. Jahrhundert
- Die Mühle von Tageat, bezeugt seit 1631
- Ziegelei aus dem 17. Jahrhundert, vollständig restauriert

## Wirtschaft und Infrastruktur

### Unternehmen, Betriebe, Ladengeschäfte und Einrichtungen
In der Gemeinde gibt es nebst der Kirche und der Mairie (Gemeindehaus) folgende Unternehmen nach Branchen:
| Branche                                                           | Anzahl Betriebe |
| ----------------------------------------------------------------- | --------------- |
| Industrie und verarbeitendes Gewerbe                              | 10              |
| Baugewerbe                                                        | 13              |
| Groß- und Einzelhandel, Verkehr, Beherbergung und Gastronomie     | 19              |
| Information und Kommunikation                                     |                 |
| Finanz- und Versicherungsdienstleistungen                         | 7               |
| Grundstücks- und Wohnungswesen                                    | 5               |
| Freiberufliche, wissenschaftliche und technische Dienstleistungen | 9               |
| Öffentliche Verwaltung, Unterricht, Gesundheits- und Sozialwesen  | 12              |
| Sonstige Dienstleistungen                                         | 6               |
| Land- und Forstwirtschaftsbetriebe                                | 27              |

In der Gemeinde befinden sich eine Bäckerei und eine Metzgerei, ein Gemischtwarenladen, ein Blumenladen, ein Eisenwarengeschäft, ein Laden für medizinische und orthopädische Geräte, eine Bank, drei Coiffeur- und ein Schönheitssalon, ein Veterinär, eine Immobilienagentur, ferner vier Autogaragen, eine Tankstelle, vier Bauhandwerksbetriebe, eine Schreinerei/Zimmerei, ein Maler/Gipser und ein Installateurbetrieb. Im Ort befindet sich ein Tennis-, Fußball und ein Pétanqueplatz, zwei Turn- und Sporthallen, ein Mehrzwecksaal, ein Taxiunternehmen, zwei Restaurants und eine Post. Mit den weiteren Gütern des täglichen Bedarfs versorgen sich die Einwohner weitgehend in Saint-Amour.

### Geschützte Produkte in der Gemeinde
Als AOC-Produkte sind in Varennes-Saint-Sauveur Crème et beurre de Bresse zugelassen, ferner Volaille de Bresse und Dinde de Bresse.

### Bildungseinrichtungen
In der Gemeinde besteht eine École primaire (École maternelle und École élémentaire), die der Académie de Dijon untersteht und von 62 Kindern besucht wird. Für die Schule gilt der Ferienplan der Zone A.